# 杜普古里
杜普古里（Dhupguri），是印度西孟加拉邦杰尔拜古里县的一个城镇。总人口37998（2001年）。

## 人口
该地2001年总人口37998人，其中男性19972人，女性18026人；0—6岁人口4499人，其中男2334人，女2165人；识字率72.86%，其中男性为77.69%，女性为67.50%。